# مکسول فراست

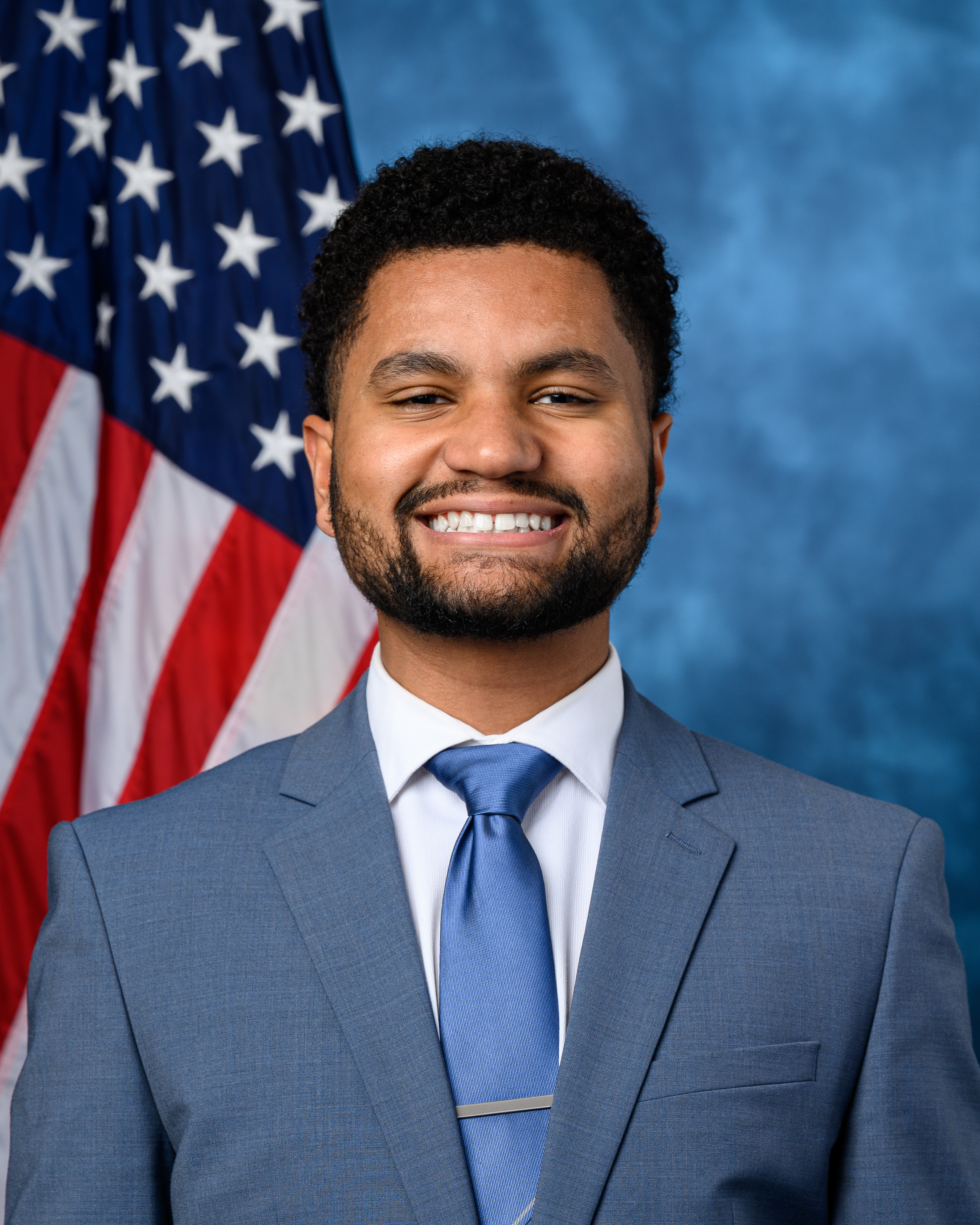

مکسول آلهاندرو فراست (به انگلیسی: Maxwell Alejandro Frost؛ زاده ۱۷ ژانویه 1997) کنشگر و سیاستمدار آمریکایی است. او نماینده منتخب حوزه ۱۰ کنگره از فلوریدا است که در انتخابات ۲۰۲۲ به عنوان نامزد دموکرات‌ها پیروز شده‌است. او قبلاً مدیر سازماندهی ملی راهیپمایی برای جان‌های ما بود.
او اولین فردی از نسل زد است که در انتخابات برگزیده شد و پس از مدیسون کاترن دومین نماینده ای است که در دهه ۱۹۹۰ متولد شده‌است.

## اوایل زندگی
فراست در ۱۷ ژانویه ۱۹۹۷ از یک زن پورتوریکویی لبنانی‌تبار و پدری هائیتیایی متولد شد. مادر بیولوژیکی او فرزندان متعددی داشت. او به عنوان یک نوزاد به فرزندی پذیرفته شد. مادر خوانده او یک معلم آموزش ویژه است که از کوبا در پروازهای آزادی به ایالات متحده مهاجرت کرده‌است و پدر خوانده او یک موسیقیدان اهل کانزاس است. او در ژوئن ۲۰۲۱ با مادر زاینده اش دوباره ارتباط برقرار کرد. فراست در مدرسه هنرهای شهرستان اوسیولا در کیسیمی، فلوریدا تحصیل کرد. در ژوئن ۲۰۲۲، او به عنوان دانشجو در کالج والنسیا ثبت نام کرده بوده‌است.

## مواضع سیاسی

### محیط
فراست از یک نیودیل سبز پشتیبانی می‌کند. او عدالت زیست‌محیطی را اولویت کمپین خود معرفی کرده‌است.

### سیاست خارجی
فراست از راه حل دو کشوری برای مناقشه اسرائیل و فلسطین حمایت می‌کند و قصد خود را برای سفر به اسرائیل برای ارتقای «رهبری ایالات متحده درآوردن صلح به منطقه ای که به شدت به آن نیاز دارد و سزاوار آن است» نشان داده‌است. او خود را هم «طرفدار اسرائیل و هم طرفدار فلسطین» خوانده‌است. او از کمک نظامی بی قید و شرط آمریکا به اسرائیل حمایت می‌کند. او از صندوق شهدای تشکیلات خودگردان فلسطین که به خانواده‌های شبه‌نظامیان کشته و مجروح پرداخت می‌کند، انتقاد کرده و آن را به تاکتیک استخدام حماس به منظور ارتکاب خشونت با انگیزه سیاسی علیه اسرائیل تشبیه کرده‌است. فراست به شدت با جنبش بایکوت، سلب سرمایه و تحریم (BDS) مخالف است، آن را به حمایت از رهبری سازمان‌های تروریستی متهم می‌کند، و پیشنهاد می‌کند که باید کسب و کارهایی که در BDS شرکت می‌کنند باید به نوبه خود سلب سرمایه شوند.
در اوایل اوت ۲۰۲۲، وب سایت خبری یهودی جوئیش اینسایدر پرسشنامه ای از نامزدهای مبارزات انتخاباتی فراست در کنگره منتشر کرد که نشان دهنده تغییر در مواضع سیاست خارجی فراست در قبال اسرائیل و فلسطین بود. فراست قبلاً در فعالیت‌های طرفدار فلسطین شرکت کرده بود، اما جوئیش اینسایدر واکنش‌های او را به‌عنوان چرخشی توصیف کرد که از گذشته‌اش فاصله گرفته و در عین حال موضعی تهاجمی علیه جنبش BDS اعلام کرده، خواستار کمک‌های نظامی بی‌قید و شرط به اسرائیل شد و مخالفت خود را با ضدیت با صهیونیسم اعلام کرد. کمپین او بعداً یک گزارش موضع  منتشر کرد که این مواضع را رسمی کرد.